# Dwuczynnikowa teoria inteligencji
Dwuczynnikowa teoria inteligencji – koncepcja stworzona przez Charlesa Spearmana, zgodnie z którą każda zdolność człowieka składa się z czynnika ogólnego – g (inteligencji ogólnej) i czynnika specyficznego – s (zdolności specjalne). 
Czynnik ogólny Spearman utożsamiał z tzw. energią umysłową i uważał, że jest zdeterminowany genetycznie. Według badacza inteligencja ogólna polega na rozumieniu doświadczenia (umiejętności obserwowania tego, co dzieje się we własnym umyśle) i na myśleniu abstrakcyjnym (umiejętności wydobywania związków lub konsekwencji z dwóch lub więcej zdarzeń, bodźców czy przesłanek). 
Spearman stworzył swoją teorię na podstawie badania przeprowadzonego wśród uczniów. Wziął pod uwagę oceny szkolne z różnych przedmiotów oraz pomiary progów wrażliwości zmysłowej, przede wszystkim testy różnicowania dźwięku, światła i dotyku. Do analizy wyników użył równania różnicy czwórkowej, które zawsze prowadzi do wyodrębnienia jednego czynnika ogólnego i czynników specyficznych dla danego zbioru zmiennych.